# Сарыоба (озеро)
Сарыоба (каз. Сарыоба) — пересыхающее озеро в Узункольском районе Костанайской области Казахстана. Находится в 7 км к югу от Речное (быв. свх им. Чапаева) и в 3 км к востоку от Амречье.
По данным топографической съёмки 1944 года, площадь поверхности озера составляет 28,27 км². Наибольшая длина озера — 10,8 км, наибольшая ширина — 4 км. Длина береговой линии составляет 30,8 км, развитие береговой линии — 1,65. Озеро расположено на высоте 157,2 м над уровнем моря.
По данным обследования экспедицией ГГИ от 9 октября 1956 года, площадь поверхности озера составляет 28,8 км². Максимальная глубина — 1,5 м, объём водной массы — 24,8 млн. м³, общая площадь водосбора — 985 км².